# Малишко Валентина Андріївна
Мали́шко Валенти́на Андрі́ївна (*29 грудня 1937, Київ — † 17 травня 2005, Київ) — українська поетеса, сценаристка, перекладачка.

## Біографія
Валентина Малишко народилася 29 грудня 1937 року в м. Києві в родині поета Андрія Малишка. У 1960 році закінчила філологічний факультет Київського університету. Працювала в республіканській газеті «Зірка», потім була на видавничій роботі (видавництво «Веселка»). Перше оповідання надрукувала у 1957 році, перший вірш — у 1959 році в газеті «Радянська Україна». У 1969 році вийшла перша збірка віршів «Журавлі дитинства».
Автор книжок: «Сашко — поет і сурмач», «Доторк», «Маетринка», «Нічого, крім зими», «Їде літо на коні», збірок віршів «Журавлі дитинства» (1969), «Що на серце лягло» (1971), «Світ мій бентежний» (1974), «Наш добрий дім» (1978), «Перед своєю совістю стою» (1979), «Стежина» (1981), «Острови доброти» (1983), «Три явори» (1986). У 2003 році вийшла її книжка спогадів про батька, поета Андрія Малишка, «Тату, я люблю тебе». 2004 року вийшов том вибраних поезій Валентини Малишко «Спектакль».
Похована поруч із матір'ю Дариною Михайлівною Ліфшиць на Берковецькому цвинтарі.

## У мережі
- Валентина Малишко. Тату, я люблю тебе
- Валентина Малишко. Що на серце лягло. Лист у безвість